# Nesotragus
Nesotragus – rodzaj ssaków z podrodziny antylop (Antilopinae) w obrębie rodziny wołowatych (Bovidae). 

## Rozmieszczenie geograficzne
Rodzaj obejmuje gatunki występujące w gęstych lasach zachodniej, środkowej i południowo-wschodniej Afryki.

## Morfologia
Długość ciała 49–66 cm, długość ogona 9–13 cm, wysokość w kłębie 28–38 cm; długość rogów 3,2–12,7 cm; masa ciała 2,2–10 kg (samice są nieco większe i cięższe od samców). Wzór zębowy: I {\displaystyle {\tfrac {0}{3}}} C {\displaystyle {\tfrac {0}{1}}} P {\displaystyle {\tfrac {3}{3}}} M {\displaystyle {\tfrac {3}{3}}} (x2) = 32.

## Systematyka
Rodzaj zdefiniował w 1846 roku szwedzki zoolog Magnus Wilhelm von Düben w artykule zatytułowanym Nowy gatunek antylopy opublikowanym na łamach „Öfversigt af Kongl. Vetenskaps-Akademiens Forhandlingar”. Gatunkiem typowym jest (oznaczenie monotypowe) antylopka piżmowa (N. moschatus). 

### Etymologia
- Nesotragus: gr. νησος nēsos ‘wyspa’ (tj. Chapani); τραγος tragos ‘kozioł’[7].
- Hylarnus: gr. ὑλη hulē ‘teren lesisty, las’[8]; ἁρνος harnos ‘owieczka’[9][2]. Gatunek typowy (oryginalne oznaczenie): Neotragus batesi de Winton, 1903.

### Podział systematyczny
W niektórych ujęciach systematycznych taksony z tego rodzaju należą do rodzaju Neotragus; ponadto wyróżniane są dwa gatunki wyodrębnione z N. moschatus – N. kirchenpaueri i N. livingstonianus; tutaj klasyfikacja za Mammals Diversity Database i All the Mammals of the World:
| Grafika | Gatunek              | Autor i rok opisu | Nazwa zwyczajowa    | Podgatunki         | Rozmieszczenie geograficzne | Podstawowe wymiary                         | Status IUCN |
| ------- | -------------------- | ----------------- | ------------------- | ------------------ | --- | ------------------------------------------ | ----------- |
|         | Nesotragus batesi    | (de Winton, 1903) | antylopka lilipucia | gatunek monotypowy | Nigeria (od rzeki Niger do Cross River), Kamerun (na południe od rzeki Sanaga), południowo-zachodnia Republika Środkowoafrykańska, Gwinea Równikowa (Mbini), Gabon, zachodnie Kongo, północno-wschodnia Demokratyczna Republika Konga (na wschód od rzeki Kongo) do zachodniej Ugandy | DC: 49–62 cm DO: około 9 cm MC: 2,2–2,8 kg | LC          |
|         | Nesotragus moschatus | von Düben, 1846   | antylopka piżmowa   | 3 podgatunki       | wyżyny i wybrzeża południowej Kenii i Tanzanii (włącznie z wyspą Zanzibar oraz kilkoma mniejszymi wyspami) na południe do Malawi, Mozambiku, Zimbabwe i północno-wschodniej Południowej Afryki                                                                                        | DC: 58–66 cm DO: 9–13 cm MC: 4–10 kg       | LC          |

Kategorie IUCN:  LC  – gatunek najmniejszej troski.